# Modellpojkar
Modellpojkar är en svensk reality/dokumentär tv-serie från SVT som handlar om svenska manliga modeller. 
Serien skildrar de svenska modellpojkarnas liv och känslor på deras resa genom modemetropoler, castings, modejobb och nedslitna hotellrum.
Serien blev en tittarsuccé och mycket omnämnd både i pressen och bland tittarna, och detta resulterade i att flera säsonger producerades för SVT, att systerprogrammet Modellflickor också producerades, samt ett antal prisnomineringar. 2013 vann serien TV-priset Kristallen 2013 för Årets Realityprogram under direktsändningen på SVT.
Nathanel Goldman har skapat och producerat serien. 
Modellpojkar är producerad 2013 av produktionsbolaget Adflix, som även producerat SVT-serien Modellflickor och Klubben. 

## modellerare
- Adam Berg (född 1994, Linköping)
- Andreas Brunnhage (född 1987)
- Texas Olsson (född 1988)
- Sebastian Magnusson (född 1994, Malmö)
- Mattia Prskalo (född 1986)
- Hadrien Strechenberger
- Marcus Zetterberg (född 1990)